# Delphinium laxicymosum
Delphinium laxicymosum är en ranunkelväxtart som beskrevs av Wen Tsai Wang. Delphinium laxicymosum ingår i släktet storriddarsporrar, och familjen ranunkelväxter. Utöver nominatformen finns också underarten D. l. pilostachyum.